# Djebel Ichemoul
Djebel Ichemoul är ett berg i Algeriet.   Det ligger i provinsen Batna, i den norra delen av landet, 400 km sydost om huvudstaden Alger. Toppen på Djebel Ichemoul är 2 055 meter över havet, eller 453 meter över den omgivande terrängen. Bredden vid basen är 5,6 km. Arean är 124 kvadratkilometer.
Terrängen runt Djebel Ichemoul är huvudsakligen kuperad. Runt Djebel Ichemoul är det ganska tätbefolkat, med 93 invånare per kvadratkilometer. Närmaste större samhälle är Arris, 13,2 km väster om Djebel Ichemoul. Omgivningarna runt Djebel Ichemoul är i huvudsak ett öppet busklandskap.